# Jeremy Swayman
Jeremy Swayman (Anchorage, Alaska, 24 de noviembre de 1998) es un jugador profesional estadounidense de hockey sobre hielo que se desempeña en la posición de guardameta en Boston Bruins, equipo de la National Hockey League (NHL).

## Carrera
Fue seleccionado en la cuarta ronda en la NHL Entry Draft de 2017. En 2020 hizo su debut profesional con el equipo Boston Bruins, donde lleva jugando cuatro temporadas.